# 深水鼬鳚
深水鼬魚，为輻鰭魚綱鼬魚目鼬魚科的其中一種，分布於大西洋熱帶及亞熱帶海域，屬深海魚類，不具有經濟價值。